# WWE NXT UK
Ne pas confondre avec NXT UK (WWE Brand) et NXT
NXT UK est une émission de catch de la World Wrestling Entertainment (WWE), basée au Royaume-Uni, qui depuis le 17 octobre 2018 est devenue la quatrième division de la WWE avec Raw, SmackDown et NXT. Cette nouvelle division met en avant des catcheurs et catcheuses, venant du Royaume-Uni et d'Europe continentale et qui évoluent sur la scène indépendante internationale.

## Histoire
Lors d'une conférence de presse à l'O2 Arena, "Triple H" Paul Levesque a révélé qu’un tournoi de 16 Lutteurs venant exclusivement du Royaume-Uni serait organisé pour couronner le tout premier champion du Royaume-Uni de la WWE. Le tournoi s'est déroulé sur deux jours, les 14 et 15 janvier 2017, et a été diffusé exclusivement sur le WWE Network. À l'époque, il avait été annoncé que le championnat serait la pièce maîtresse d'un nouveau show basé au Royaume-Uni et produit au Royaume-Uni, mais depuis le premier tournoi, il a été défendu à NXT ainsi que lors de show indépendants au Royaume-Uni. Le nom de l'émission, NXT UK, et sa première ont finalement été révélés lors du WWE United Kingdom Championship Tournament 2018. Le 7 juin 2018, Johnny Saint est nommé manager général de la branche de la WWE basée au Royaume-Uni , officiellement appelée NXT UK.
L'émission a fait ses premiers enregistrements pour la première fois en août 2018 et le premier épisode de NXT UK a été diffusé le 17 octobre 2018.

## Personnalités à l'antenne

### Figures d'autorité
| Personne      | fonction            | période                 | Notes |
| ------------- | ------------------- | ----------------------- | --- |
| Vince McMahon | Propriétaire        | 17 octobre 2018-présent | Président de la WWE                                                                                                  |
| Triple H      | Chef des Opérations | 17 octobre 2018-présent | Un des créateurs du programme, il gère également la branche NXT et 205 Live aux États-Unis.                          |
| Johnny Saint  | General Manager     | 17 octobre 2018-présent | Le 7 juin 2018 a été nommé général manager de NXT UK par Triple H lors du WWE United Kingdom Championship Tournament |

### Commentateurs
| Période                                                      | Commentateur principal | Commentateur secondaire | Notes |
| ------------------------------------------------------------ | ---------------------- | ----------------------- | ----- |
| 17 octobre 2018-12 juin 2019; 31 juillet 2019-3 octobre 2019 | Nigel McGuinness       | Vic Joseph              |       |
| 19 juin 2019-24 juillet 2019                                 | Vic Joseph             | Aiden English           |       |
| 9 octobre 2019-16 janvier 2020                               | Tom Phillips           | Nigel McGuinness        |       |
| 23 janvier 2020 - 5 mars 2020                                | Tom Phillips           | Aiden English           |       |
| Depuis 12 mars 2020                                          | Andy Shepherd          | Nigel McGuinness        |       |

### Annonceurs
| Annonceur       | Dates                       |
| --------------- | --------------------------- |
| Andy Shepperd   | 17 octobre 2018-5 mars 2020 |
| Francesca Brown | 12 mars 2020                |

## Champions
| NXT UK                          | NXT UK                       | NXT UK          | NXT UK          | NXT UK       | NXT UK              | NXT UK |
| Championnat                     | Champion(s) actuel(s)        | Nb. de règne(s) | Date victoire   | Durée        | Lieu                |        |
| ------------------------------- | ---------------------------- | --------------- | --------------- | ------------ | ------------------- | ------ |
| NXT UK Championship             | Tyler Bate                   | 2               | 7 juillet 2022  | 981 jours+   | Londres, Angleterre |        |
| NXT UK Women's Championship     | Meiko Satomura               | 1               | 10 juin 2021    | 1 373 jours+ | Londres, Angleterre |        |
| NXT UK Tag Team Championship    | Brooks Jensen et Josh Briggs | 1               | 22 juin 2022    | 993 jours+   | Londres, Angleterre |        |
| NXT UK Heritage Cup Championhip | Noam Dar                     | 1               | 6 octobre 2021  | 1 255 jours+ | Londres, Angleterre |        |
| Inter-branded                   |                              |                 |                 |              |                     |        |
| WWE 24/7 Championship           | Dana Brooke                  | 10              | 18 juillet 2022 | 970 jours+   | RAW                 |        |

## Diffusion aux États-Unis et au Royaume-Uni
| Saison | Année     | Jour  | Chaîne      |
| ------ | --------- | ----- | ----------- |
| 1      | 2018–2019 | Jeudi | WWE Network |